# Tiridates III

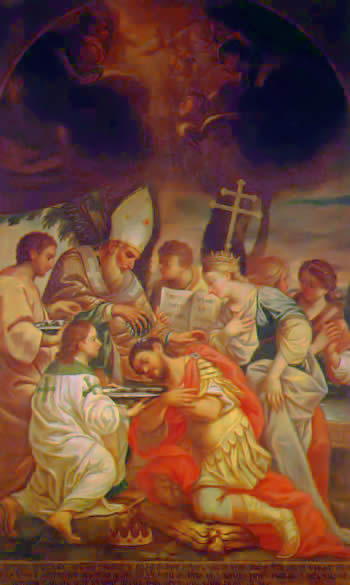
Chrzest Tirydatesa III

Tiridates III (orm. Տրդատ Գ, zm. między 317 a 342 ) – król Armenii z dynastii Arsacydów, panujący wg różnych opracowań w latach 298–330 , 287–332, 286–330 lub 286–342 . W roku 301 lub 302 jako pierwszy władca w historii ogłosił chrześcijaństwo religią państwową jego królestwa.

## Życiorys
Został królem Armenii z poparciem rzymskiego cesarza Dioklecjana, stąd popierał Rzymian w konflikcie z Persami. W 298 Rzym i Persja zawarły porozumienie pokojowe, uznające niepodległość Armenii, przy czym kraj ten pozostał w sferze interesów Rzymu .
Według tradycyjnych przekazów nawrócił się po cudownym uzdrowieniu dokonanym przez Grzegorza Oświeciciela, którego wcześniej uwięził w lochach Chor Wirap. W Kościele ormiańskokatolickim uznany za świętego razem z żoną Aszchen i siostrą Chosrowiducht, ich wspomnienie przypada na 10 lipca
Następcą Tiridatesa został jego syn Chosroes II (pan. 330–338).